# 类星体

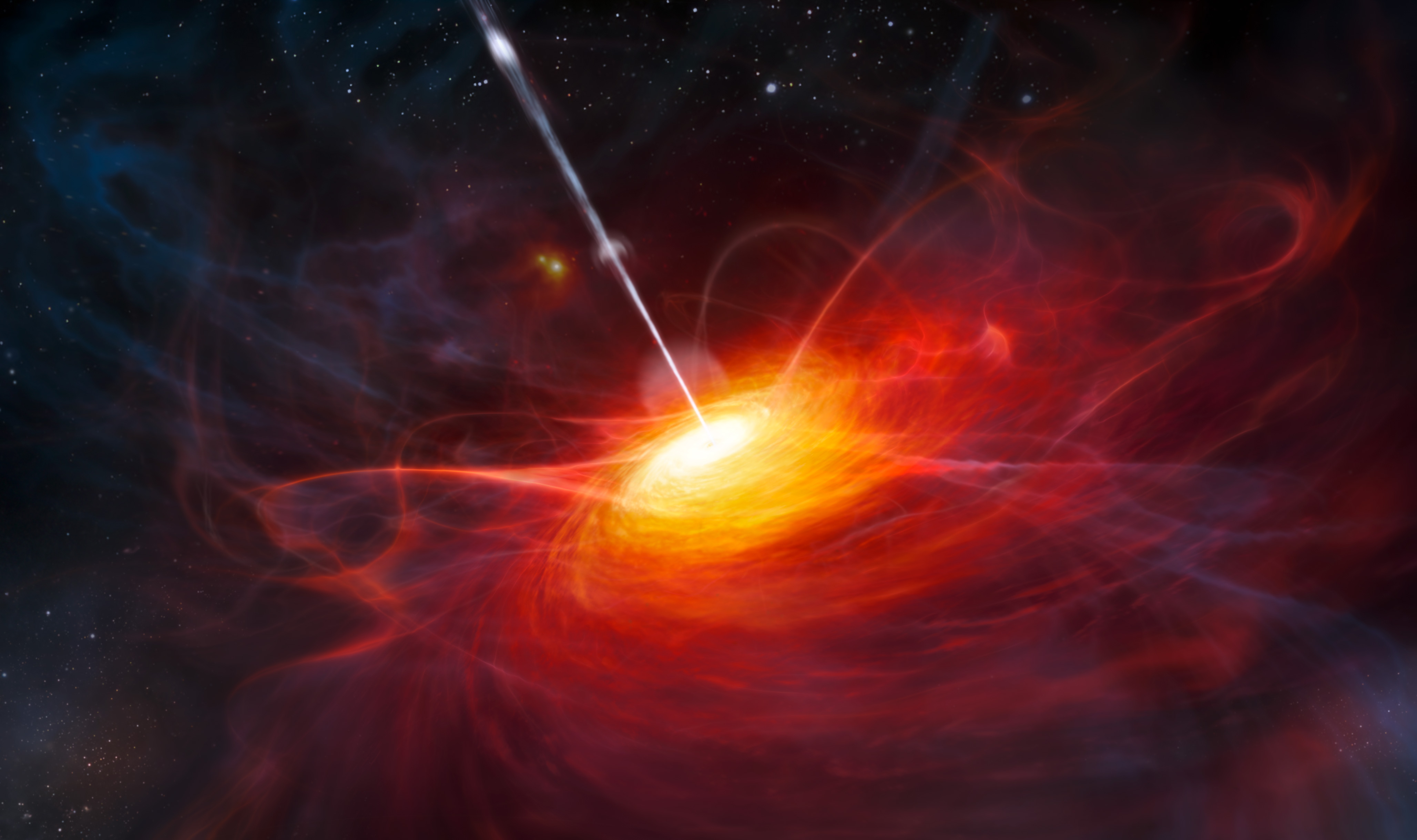
藝術家想像中的類星體ULAS J1120+0641與被喧染的吸積盤。這是一個非常遙遠的類星體，由一個質量是太陽20億倍的黑洞所驅動。創建者：ESO/M. Kornmesser

類星體 （英語：quasar，/ˈkweɪzɑːr/，也以QSO或quasi-stellar object為人所知）是極度明亮的活躍星系核（AGN，active galactic nucleus）。大多數星系的核心都有一個超大質量黑洞，它的質量從百萬至數十億太陽質量不等。在類星體和其它形式的活躍星系核，黑洞被氣態的吸積盤環繞著。當吸積盤中的氣體朝向黑洞墜落，能量就會以電磁輻射的形式釋放出來。這些輻射被觀測到，發現它可以跨越電波、紅外線、可見光、紫外線、X射線、和γ射線等電磁頻譜的波長。類星體輻射的功率非常巨大：最強大的類星體的光度超過1041 瓦特，是銀河系等普通星系的數千倍。“類星體”這個名詞源自於準恆星狀電波源（quasi-stellar[star-like] radio source）的縮寫，因為在1950年代發現這種天體時，被認定為未知物理源的電波發射源，當在可見光的照相圖中篩檢出來時，它們類似可見光的星狀微弱光點。類星體的高解析影像，特別是哈伯太空望遠鏡，已經證明類星體是發生在星系的中心，一些類星體的宿主星系是強烈的交互作用星系或合并中的星系。與其它類型的活躍星系核，類星體的觀測性質取決於許多因素，包括黑洞的質量、氣體的吸積率、吸積盤相對於觀測者的方向、存在或沒有噴流、和被氣體和在宿主星系內宇宙塵的消光 (天文學)程度。類星體存在的距離非常廣泛（對應於範圍從Z<0.1至Z>7.0為最遙遠的類星體），類星體發現的調查證明類星體的活動在遙遠的過去更為常見。類星體活躍的高峰時期在宇宙對應於紅移大約2，也就是100億年前。截至2017年，發現已知最遙遠的類星體是ULAS J1342+0928，紅移z=7.54；觀測從這個類星體發出的光，觀測到當時的宇宙年齡只有6.9億歲。這個類星體中的超大質量黑洞是迄今為止發現的最遙遠黑洞。估計它的質量是我們的太陽的8億倍。

## 詞源
"類星體"這個名詞是由華裔美國天文物理學家丘宏義在1964年5月發表在《今日物理學》中，描述某些天文學上令人費解的天體時創造的：
So far, the clumsily long name 'quasi-stellar radio sources' is used to describe these objects. Because the nature of these objects is entirely unknown, it is hard to prepare a short, appropriate nomenclature for them so that their essential properties are obvious from their name. For convenience, the abbreviated form 'quasar' will be used throughout this paper. 
到目前為止，因為這些天體的本質是完全未知的，所以很難為它們編寫一個簡短、適當的命名，所以用來描述這種天體的名稱是笨拙又冗長的'quasi-stellar radio sources'（準恆星無線電波源）。為了方便起見，本文將使用縮寫形式的quasar（類星體）。

## 觀測和解釋的歷史

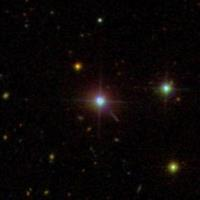
史隆數位巡天的類星體3C 273影像，說明外觀像星狀的天體。

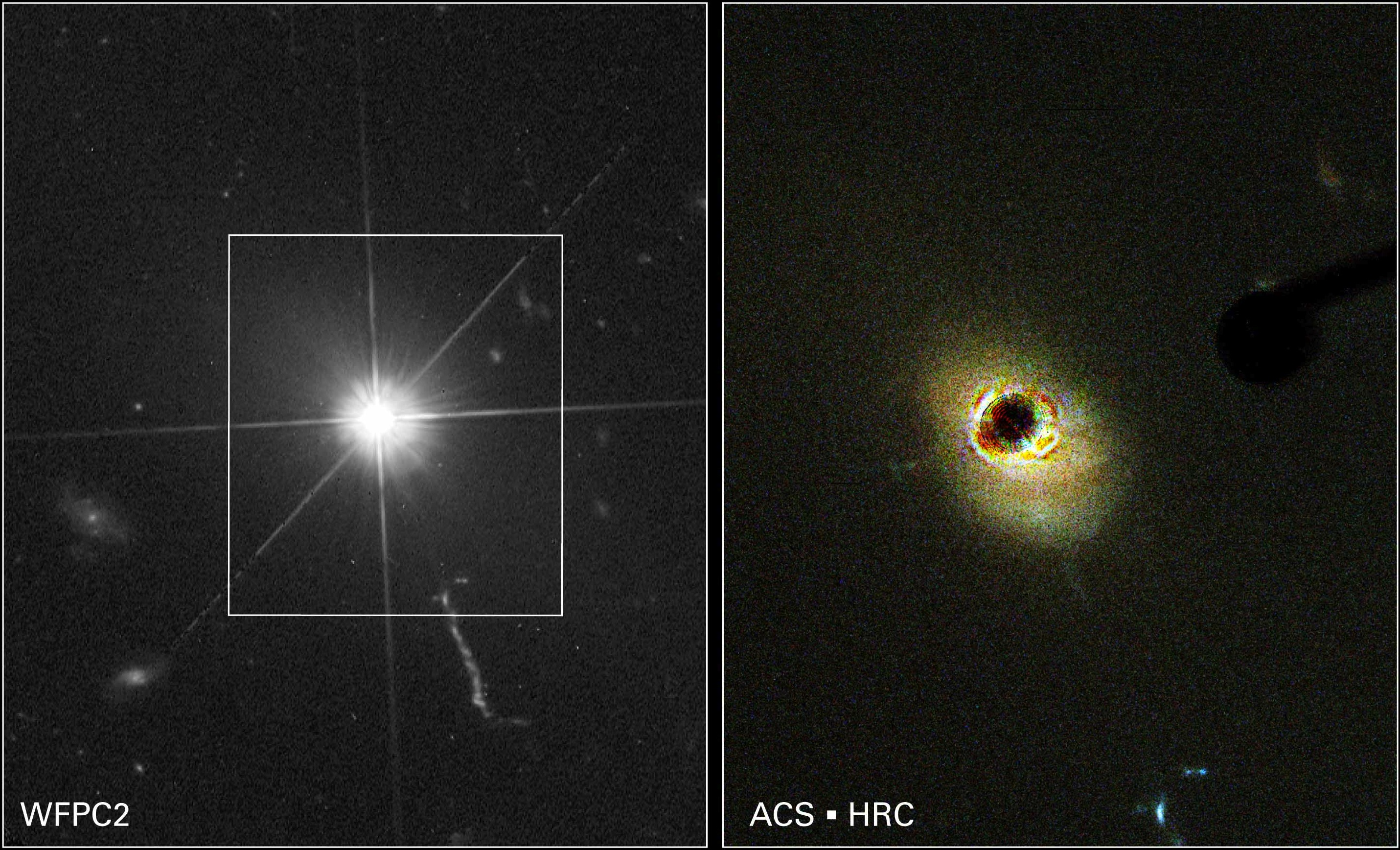
哈伯太空望遠鏡的3C 273影像。右圖，一個日冕儀被用來阻擋類星體的光源，因而更容易探測到周圍的宿主星系。

### 背景
在1917年和1922年間，由於希伯·柯蒂斯、恩斯特·厄皮克和其他人的工作，有些天體（"星雲"）被天文學家看見實際上是像我們銀河系一樣的遙遠星系。但是，當電波天文學在20世紀50年代開啟時，天文學家在星系之間發現少量的異常天體，它們的屬性是難以解釋的。
這些物體在許多頻率上發射大量的輻射，但沒有一個可以在可見光上定出位置，或者在某些情況下只有一個微弱和點狀的物體，有點像一顆遙遠的恆星。這些物體的譜線，標示物體組成的化學元素，也非常的奇怪，並且無從解釋。它們中的一些，在可見光的範圍內非常迅速的改變光度，甚至在X射線範圍內能更迅速的變化，暗示它們大小的上限，也許不大於我們自己的太陽系。這意味著有非常高的功率密度。 對這些天體可能是甚麼進行了大量的討論。它們被描述為"準星"（意思是像星但不是星）"電波來源"或"準星天體"（QSOs），這個名字反映出當時對這種天體的無知，然後被縮短成"類星體"（"quasar"）。

### 早期的觀測（1960年代之前）
最早的類星體（3C 48和3C 273）是在1950年代後期的全天電波源調查中發現的。人们首先注意到沒有可見光天體能與这两个電波源對應。用小望遠鏡和洛弗爾望遠鏡作為干涉儀，證實它们的視直徑非常小。當天文學家在天空中掃描它們的光學對應體時，有數以百計的這類天體被記錄在劍橋的3C星表。在1963年，艾倫·桑德奇和Thomas A. Matthews發表文章證明電波源3C 48有明確的光學對應體。天文學家在電波源的位置發現一顆微弱的藍色恆星，並獲得了他的光譜，其中有許多未知的寬闊發射譜線。这种反常的頻譜讓天文學家難以解釋。
英澳天文學家約翰·博爾頓對類星體做了許多早期的觀測。其中，1962年的一次观测获得了突破性的进展。一個電波源3C 273，当时预计將被月球掩蔽5次。Cyril Hazard和約翰·博爾頓使用帕克斯電波望遠鏡測量了其中一次的掩蔽，讓馬爾滕·施密特找到一個可以和這個電波源對應的可見光源，並且使用帕洛瑪山200吋的海爾望遠鏡取得可見光的光譜。這一光譜顯示了同樣的奇怪發射譜線。通过谱线之间的相对强度，施密特證明了這些都是普通的氫譜線，只是被紅移了15.8%。这是天文學家從未見過的極端紅移，如果這是由於星体的移動造成，那麼3C 273的速度約為每秒47,000公里，遠遠超過任何已知恆星的速度，並違背了当时所有的可能理论解释。極端的速度也不能說明3C 273巨大的電波發射量。  
雖然它引發了許多問題，但施密特的發現迅速徹底改革了類星體的觀測。3C 48奇怪的光譜迅速的被施密特、格林斯坦和Oke發現是氫和鎂被紅移37%的譜線。不久之後，1964年有2個以上，1965年有5個以上的類星體光譜被證明是普通的光譜線被極端程度的紅移造成。  
雖然，這些觀測和紅移本身沒有被懷疑，但如何正確的解釋卻引起了爭議。博爾頓建議從類星體發射的輻射，來源是高度紅移的遙遠高速天體的普通光譜線，在當時未被廣泛地接受。

## 类星体的命名
类星体的命名统一在前面冠以类星体的英文缩写QSO，然后加上类星体在天球上的位置坐标。例如：类星体3C48，位于赤经13h35m，赤纬+33度，于是命名为QSO01335+33。

## 类星体的特征
绝大多数类星体都有非常大的红移值（用Z表示）。类星体3C273（QSO1227+02）的Z=0.158，远远超过了一般恒星的红移值。有不少类星体的红移值超过了1，有的甚至达到4以上，至今发现的最远的类星体为ULAS J1120+0641，其红移达到7.1，形成於大爆炸7.5億年後。ULAS J1342+0928形成於大爆炸6.9億年後，是已知最古老的類星體和超大質量黑洞。根据哈伯定律，它们的距离远在几亿到上百亿光年之外。
观测发现，有的类星体在几天到几周之内，光度就有显著变化。因为辐射在星体内部的传播速度不可能快于光速，因此可以判定这些类星体的大小最多只有几“光日”到几“光周”，大的也不过几光年，远远小于一般的星系尺度。
类星体最初是在射电波段发现的，然而它在光学波段、紫外波段、X射线波段都有很强的辐射，射电波段的辐射只是很小的一部分。
根据以上事实可以想到，既然类星体距离我们如此遥远，而亮度看上去又与银河系裡普通的恒星差别不大（例如3C 273的星等为13等），那么它们一定具有相当大的辐射功率。计算表明，类星体的辐射功率远远超过普通星系，有些竟然达到银河系辐射总功率的数万倍。而它们的大小又远比星系小，这就出現能量疑难，也就是说：尚无法确认类星体的能量来源。

## 历史上的研究
在类星体发现后的二十余年时间里，人们众说纷纭，陆续提出了各种模型，试图解释类星体的能源疑难。比较有代表性的有以下几种：
- 黑洞假说：类星体的中心是一个巨大的黑洞，它不断地吞噬周围的物质，并且辐射出能量。
- 白洞假说：与黑洞一样，白洞同样是广义相对论预言的一类天体。与黑洞不断吞噬物质相反，白洞源源不断的辐射出能量和物质。
- 反物质假说：认为类星体的能量来源于宇宙中的正反物质的湮灭。
- 巨型脉冲星假说：认为类星体是巨型的脉冲星，磁力线的扭结造成能量的喷发。
- 近距离天体假说：认为类星体并非处于遥远的宇宙边缘，而是在银河系边缘高速向外运动的天体，其巨大的红移是由地球相对运动的多普勒效应引起的。
- 超新星連環爆炸假說：認為在起初宇宙的恆星都是些大質量的短壽類型，所以超新星現象很常見，而在星系核部的恆星密度極大，所以在極小的空間內經常性地有超新星爆炸。
- 恆星碰撞爆炸：認為起初宇宙較小時代，星系核的密度極大，所以常發生恆星碰撞爆炸。

目前研究以黑洞說為主流。对类星体的进一步观测发现了一些新的现象，例如光谱中不同元素的谱线红移值并不相同，发射线和吸收线的红移值也不尽相同。
在一些类星体中发现了超光速运动的现象。例如1972年，美国天文学家发现类星体3C120的膨胀速度达到了4倍光速。还有人发现类星体3C273中两团物质的分离速度达到了9倍光速。而类星体3C279（QSO1254-06）内物质的运动速度达到光速的19倍。人们起初认为这对相对论提出了巨大的挑战。最近的研究表明，这些超光速运动现象只是“视超光速”现象，起因于类星体发出的与观测者视线方向夹角很小的亚光速喷流，实际上并没有超过光速。

## 活动星系核模型
20世纪90年代中期，随着观测技术的提高，类星体的谜团开始逐渐被揭开。其中一个重要的成果是观测到了类星体的「宿主星系」，并且测出了它们的红移值。由于类星体的光芒过于明亮，掩盖了宿主星系相对暗淡的光线，所以宿主星系之前并没有引起人们的注意。直到在望远镜上安装了类似观测太阳大气用的日冕仪一样的仪器，遮挡住类星体明亮的光，才观测到了它们所处的宿主星系。
现在科学界已经达成共识，类星体实际是一类活动星系核（AGN）。而在同一时期，赛弗特星系和蝎虎BL天体也被证实为是活动星系核，一种试图统一射电星系、类星体、赛弗特星系和蝎虎BL天体的活动星系核模型逐渐受到普遍认可。
这个模型认为，在星系的核心位置有一个超大質量黑洞，在黑洞的强大引力作用下，附近的尘埃、气体以及一部分恒星物质围绕在黑洞周围，形成了一个高速旋转的巨大的吸积盘。在吸积盘内侧靠近黑洞视界的地方，物质掉入黑洞里，伴随着巨大的能量辐射，形成了物质喷流。而强大的磁场又约束着这些物质喷流，使它们只能够沿着磁轴的方向，通常是与吸积盘平面相垂直的方向高速喷出。如果这些喷流刚好对着观察者，就观测到了类星体，如果观察者观测活动星系核的视角有所不同，活动星系核则分别表现为射电星系、赛弗特星系和蝎虎BL天体。这样一来，类星体的能量疑难初步得到解决。
类星体与一般的那些“平静”的星系核不同之处在于，类星体是年轻的、活跃的星系核。由类星体具有较大的红移值，距离很遥远这一事实可以推想，我们所看到的类星体实际上是它们许多年以前的样子，而类星体本身很可能是星系演化早期普遍经历的一个阶段。随着星系核心附近“燃料”逐渐耗尽，类星体将会演化成普通的旋涡星系和椭圆星系。

## 参阅
- 超大類星體群
- 微类星体
- 活动星系核
- 射电星系
- 赛弗特星系
- 蝎虎BL天体